# Natal (district)

Ligging van het district in het regentschap Mandailing Natal

Natal was een district in het voormalige Nederlands-Indië, gelegen aan de westkust van het eiland Sumatra. Het district is vernoemd naar de gelijknamige plaats, die op zijn beurt weer vernoemd is naar het Portugese woord voor kerstmis. Eduard Douwes Dekker is hier bestuursambtenaar geweest. Tegenwoordig maakt het gebied deel uit van het regentschap Mandailing Natal.